# La sfinge d'oro
La sfinge d'oro è un film del 1967 diretto da Luigi Scattini.

## Trama
Il Professor Karl Nichols è un archeologo americano in cerca della tomba del faraone Aposis. Fatta la scoperta della tomba, Karl si trova in pericolo perché i suoi compagni di spedizione puntano ai tesori nascosti.